# Manoir de l'Échenay
Le manoir de l'Échenay est un édifice situé sur la commune d'Assé-le-Boisne, dans le département de la Sarthe, en France.

## Localisation
Le monument se trouve au sud-est du bourg d'Assé-le-Boisne.

## Historique
L'édifice est inscrit au titre des monuments historiques depuis le 30 avril 1969.